# Bąki (Pruszków)
Bąki – dzielnica Pruszkowa granicząca z Piastowem. Jest to także nazwa jednej z największych ulic w tej części miasta.
W ostatnim dziesięcioleciu zbudowano tu wiele jednorodzinnych domów, a na wolnych terenach buduje się kolejne.
Mieszkańcy Bąków ze względu na odległość do centrum Pruszkowa oraz niezbyt dobrą komunikację z nim (jedna linia PKS kursująca co 40 minut) korzystają z transportu publicznego, sklepów i szkół znajdujących się na terenie miasta Piastowa. W związku z tym pojawiały się propozycje włączenia Bąków do Piastowa, jednak nie spotkały się one z dużym odgłosem ze strony mieszkańców dzielnicy.
Wieś duchowna położona była w drugiej połowie XVI wieku w powiecie błońskim ziemi warszawskiej województwa mazowieckiego.
Bąki należały niegdyś do gminy Ożarów. Jesienią 1954 włączono je do Pruszkowa.